# Horizon (musikalbum)
Horizon är ett album av The Carpenters, släppt den 6 juni 1975.

## Låtlista
1. Aurora - 1:33
2. Only Yesterday - 4:12
3. Desperado - 3:37
4. Please Mr. Postman - 2:50
5. I Can Dream Can't I - 4:58
6. Solitaire - 4:39
7. Happy - 3:48
8. (I'm Caught Between) Goodbye And I Love You - 4:04
9. Love Me For What I Am - 3:30
10. Eventide - 1:32